# Perissus nilgiriensis
Perissus nilgiriensis är en skalbaggsart som beskrevs av Charles Joseph Gahan 1906. Perissus nilgiriensis ingår i släktet Perissus och familjen långhorningar. Inga underarter finns listade i Catalogue of Life.